# Lerga
Lerga est une municipalité de la communauté forale de Navarre, dans le Nord de l'Espagne.
Elle est située dans la zone linguistique mixte de la province, à 52 km de sa capitale, Pampelune, dans la mérindade de Sangüesa. Le secrétaire de mairie est aussi celui de Eslava, Ezprogui, Larraga et Sada.

## Démographie
| Évolution démographique                               | Évolution démographique | Évolution démographique | Évolution démographique | Évolution démographique | Évolution démographique | Évolution démographique | Évolution démographique | Évolution démographique | Évolution démographique | Évolution démographique |
| 1996                                                  | 1998                    | 1999                    | 2000                    | 2001                    | 2002                    | 2003                    | 2004                    | 2005                    | 2006                    | 2007                    |
| ----------------------------------------------------- | ----------------------- | ----------------------- | ----------------------- | ----------------------- | ----------------------- | ----------------------- | ----------------------- | ----------------------- | ----------------------- | ----------------------- |
| 87                                                    | 87                      | 85                      | 84                      | 93                      | 90                      | 81                      | 78                      | 76                      | 71                      | 67                      |
| Sources: Lerga et instituto de estadística de navarra |                         |                         |                         |                         |                         |                         |                         |                         |                         |                         |

### Sources
- (es) Cet article est partiellement ou en totalité issu de l’article de Wikipédia en espagnol intitulé « Lerga » (voir la liste des auteurs).